# Joe Strummer
Joe Strummer, rodným jménem John Graham Mellor (21. srpna 1952 Ankara – 22. prosince 2002 Broomfield) byl britský zpěvák, skladatel a hudebník. Ve známost vešel jako spoluzakladatel, textař, doprovodný kytarista a hlavní zpěvák punkrockové skupiny The Clash, která vznikla v roce 1976. Druhé studiové album The Clash Give 'Em Enough Rope (1978) dosáhlo na 2. místo britské hitparády. Brzy poté dosáhli úspěchu v USA, počínaje albem London Calling (1979) a vrcholem s Combat Rock (1982), které se dostalo na 7. místo v americké hitparádě a získalo tam 2× platinu. Výbušné politické texty, hudební experimentování a vzpurný postoj The Clash měly dalekosáhlý vliv na rockovou hudbu obecně, zejména na alternativní rock. Jejich hudba zahrnovala reggae, ska, dub, funk, rap a rockabilly.
Mezi další úspěchy Strummerovy kariéry patřily štace u kapel The 101ers, Latino Rockabilly War, Mescaleros a Pogues a také sólová hudba. Jeho práce hudebníka mu umožnila prozkoumat další zájmy jako je herectví, účinkování v televizních pořadech a filmem nebo moderování pořadu BBC Radio London Calling. Dne 22. prosince 2002 ve svém domě zemřel na vrozenou srdeční vadu. Strummer a the Clash byli uvedeni do rokenrolové síně slávy v lednu 2003. Na jeho památku založili Strummerovi přátelé a rodina Nadaci Joe Strummera (původně známou jako Strummerville), neziskovou organizaci, která dává příležitosti hudebníkům a podporuje je projekty po celém světě, které vytvářejí posílení prostřednictvím hudby.

## Působení v The Clash (1976–1986)
3. dubna 1976 tehdy neznámá skupina Sex Pistols předskakovala kapele 101’ers na akci nazvané „The Nashville Rooms“ v Londýně a Strummera jejich vystoupení velmi zaujalo. Krátce po tomto vystoupení byl Strummer osloven Berniem Rhodesem a Mickem Jonesem. Jones byl původně členem kapely London SS a chtěl, aby se Strummer stal jejich zpěvákem. Strummer souhlasil právě v době, kdy se kapela rozpadala, a tak založil s Jonesem, basákem Paulem Simononem, bubeníkem Terrym Chimesem a kytaristou Keithem Levenem novou kapelu. Paul Simonon pojmenoval kapelu „The Clash“ a 4. července 1976 se poprvé představili veřejnosti v klubu „The Black Swan“ (známé také pod názvem „The Mucky Duck“) jako předskokani Sex Pistols. 25. ledna 1977 kapela podepsala smlouvu se společností CBS Records. V té době měli The Clash pouze tři členy, poté co Chimes kapelu opustil a Levene byl vyhozen. Později se stal plnohodnotným členem kapely bubeník Topper Headon.
Při uvádění kapely do rock’n’rollové síně slávy bylo vyřčeno, že „The Clash jsou považováni za jednu z nejpolitičtějších, nejvýbušnějších a nejvzrušujících kapel v rockové historii“. V jejich textech se podrobně zabývají úpadkem společnosti, nezaměstnaností, rasismem, policejní brutalitou, politickou a sociální represí a militarismem. Strummer byl zapojen do kampaní Anti-Nazi League (Antinacistická liga) a Rock Against Racism (Rockem proti rasismu). Později podpořil také sérii koncertů Rock Against The Rich (Rockem proti bohatství), organizované anarchistickou skupinou Class War (Třídní boj). Album „London Calling“ bylo vyhlášeno časopisem Rolling Stone nejlepším albem osmdesátých let (v USA vyšlo v roce 1980, ve Velké Británií však bylo vydáno už v roce 1979). Vliv The Clash je jasně patrný na řadě dalších kapel.
Během působení v The Clash se Strummer, spolu s kolegy z kapely, stal známým svými problémy se zákonem. 10. června 1977 byl spolu s Topperem zatčen kvůli nasprejování nápisu „The Clash“ na stěnu hotelu. 20. května 1980 byl Joe Strummer zatčen zato, že během koncertu v Hamburku udeřil kytarou agresivního fanouška. Tento incident se Strummera silně dotkl a měl na něj osobní dopad. „Téměř jsem někoho zabil, a došlo mi, že člověk nemůže odpovídat násilí násilím. To prostě nefunguje,“ uvedl Strummer.
Před vydáním alba Combat Rock v roce 1982 se Strummer začal skrývat a management kapely se o něm zmínil jako o „nezvěstném“. Manager kapely Bernie Rhodes k tomuto kroku Strummera nutil z důvodu pomalého prodeje vstupenek na skotskou část jejich turné. V plánu bylo, že se Strummer setká s jedním Rhodesovým přítelem a zůstane u něj v tajnosti uschován. Nicméně Strummerovi se tento nápad nelíbil a rozhodl se opravdu „zmizet“ a odjel se „poflakovat“ do Francie. Během těchto dnů, v dubnu 1982, zaběhl Joe Pařížský maraton. Později uvedl, že jeho trénink spočíval ve vypití deseti piv večer před maratonem. V tomto období bylo místo pobytu Strummera tajemstvím jak pro veřejnost, tak pro management kapely. Joe toto jednání později označil za velkou chybu a řekl, že „člověk musí mít něco, čeho by litoval“. To se však právě netýkalo velkého úspěchu singlu „Rock the Casbah“.
V této době se členové kapely začali čím dál častěji hádat a kapela samotná se začala pod silným tlakem pomalu rozpadat. V září 1983 učinil Strummer neblaze proslulý krok a vyhodil z kapely Micka Jonese. Krátce na to byl důvodu své závislosti na heroinu vyhozen také Topper Headon, což znamenalo, že v kapele zůstali jen dva z jejích původních členů. Rhodes přiměl Strummera pokračovat a přizvat do kapely nové členy. V roce 1985 vydali „The Clash číslo 2“ album Cut the Crap. Album sklidilo jak u kritiky tak u fanoušku negativní ohlas a poté Strummer kapelu „The Clash“ rozpustil.
Je málo známo, že navštívil Prahu v roce 1994 pro benefiční koncert pro organizaci OPU.

## Smrt a odkaz (2002–současnost)
Joe Strummer zemřel náhle 22. prosince 2002 na srdeční selhání ve svém domě v Broomfieldu v Sommersetu. Jeho jmění bylo odhadnuto na částku o něco málo nižší než 1 milion liber a všechny peníze byly odkázány jeho ženě Lucindě.
Strummer byl jedním ze zakladatelů Future Forest (později přejmenováno na The Carbon Neutral Company), organizace, jejíž činností byla výsadba stromů v různých částech světa za účelem boje proti globálnímu oteplování. Mezi odkazy Joea Strummera patří dále založení Strummerville, organizace zabývající se propagací nové hudby.
Na předávání cen Grammy v roce 2003 vystoupili na počest Joea Strummera se skladbou „London Calling“ Elvis Costello, Bruce Springsteen, Steve Van Zandt, Dave Grohl, Pete Thomas a Tony Kanal. V březnu roku 2003 byla skupina The Clash uvedena do rock’n’rollové síně slávy. Další pocta Strummerovi se uskutečnila v únoru 2003. V rockovém klubu „Debaser“ ve Stockholmu jedni z nejvýznamnějších švédských rockových hudebníků vzdali poctu Joeovi zahráním několika písní z diskografie The Clash (výjimkou byl Nicke Borg a Dregen z Backyard Babies, kteří zahráli „I Fought The Law“ – skladbu Buddyho Hollyho). Ke konci koncertu došlo ke krátkému opětnému sjednocení švédské punkové legendy Ebra Grön, kterou při vystoupení podpořil na kytaru Mick Jones.
Krátce před svou smrtí pracoval Joe Strummer na dalším albu své kapely The Mescaleros, které bylo posmrtně vydáno v říjnu 2003 pod názvem Streetcore. Album obsahuje poctu legendě americké hudby Johnnymu Cashovi v cover verzi písně „Long Shadow“, která byla pro Johnnyho Cashe napsána a kterou Cash nahrál v garáži Ricka Rubina, dále vzpomínku na útoky z 11. září 2001 („Ramshackle Day Parade“) a cover verzi písně „Redemption Song“, klasiky Boba Marleyho, kterou Strummer nahrál také jako duet s Johnnym Cashem. Verze duetu Strummer/Cash se objevila na kompilaci s názvem „Unearthed“ z roku 2003.
V listopadu byl vydán videoklip k písni „Redemption Song“ režírovaný Joshem Cheusem. Ve videoklipu se objevuje malba na zdi baru Niagara v East Village v New Yorku která byla vytvořena k poctě Joea Strummera graffiti umělcem REVOLTem. Přesně rok po Strummerově smrti, 22. prosince 2003, byla uskutečněna benefiční akce v Irving Plaza v New Yorku. Mezi účinkujícími byly následující kapely a umělci: Ari Up, Clem Snide, The Detachement Kit, Dirty Mary, Hammel on Trail, Jesse Malin, New Blood Revival, The Realistics, Eugene Hütz, Radio 4, Secret Army, Ted Leo a Vic Thrill + The Saturn Missile. Představení bylo natočeno na video organizací punkcast.com, videozáznam však nebyl dosud zveřejněn.
V roce 2004 byl natočen dokumentární film Dicka Rudea „Let’s Rock Again!“. Film, dokončený po Strummerově smrti, zachycuje život na turné po USA s Mescaleros u příležitosti propagace jejich alba Global a Go-Go. Punková skupina Stiff Little Fingers z Belfastu také nahrála jako poctu píseň „Strummerville“, která se objevila na jejich albu Guitar and Drum. Zpěvák bostonské punkové kapely Dropkick Murphys Al Barr pojmenoval na počest Joea Strummera svého syna Strummer. Německá kapela Beatsteaks vzdala písní „Hello Joe“ Strummerovi poctu na svém albu Smash Smack. V roce 2004 německá punková skupina Die Toten Hosen vydala EP s názvem „Friss oder stirb“, které obsahovalo skladbu k poctě Strummera s názvem „Goodbye Garageland“. Text této skladby vznikl při spolupráci s Mattem Dangerfieldem z londýnské punkové kapely The Boys. Bostonská punková kapela Street Dogs nahrála k poctě Strummera skladbu s názvem „The General’s Boombox“ , jež se objevila na jejich albu State Of Grace, a kapela The Gaslight Anthem z New Jersey nahrála skladbu „I‘da Called You Woody, Joe“, vydanou na albu Sink Or Swim.
12. února 2005 byla pojmenována lokomotiva Class 47 č.47828 „Joe Strummer“. Štítky se jménem lokomotivy byly během ceremonie na vlakovém nádraží Bristol Temple Meads slavnostně odkryty vdovou po Strummerovi Lucindou Taitovou. 22. července 2005 Taitová odkryla desku na domě v Pentonville v Newportu, kde Joe Strummer v letech 1973–1974 žil, a kde se při příležitosti nahrání skladby „Crummy Bum Blues“ poprvé dostal k nahrávání. Jako reakci na Strummerovu smrt napsal Charles de Lint povídku „That Was Clash Radio“, v níž se jako jedna z postav objevil Joe Strummer.
Rocková kapela z New Orleans Cowboy Mouth vydala na svém albu Voodoo Shoppe skladbu s názvem „Joe Strummer“. Píseň vypráví příběh muže, který se musel rozejít se svou přítelkyní, protože ta nevěděla, kdo to je Joe Strummer. Píseň je vtipnou poctou Strummerovi a The Clash a během roku 2006 byla často hranou skladbou v některých rádiích. Také píseň „High as Kite“ z alba Live a Little (2006) od skupiny Pernice Brothers je částečně poctou Joeu Strummerovi. Text písně obsahuje slova „Pro někoho je těžká doba, a show právě začíná/pusť tam „London Calling“, nech zakázanou píseň hrát“ a pozoruhodný nástup refrénu „…kdo nosil obrázky Strummera“. Hra Paula Hodsona s názvem „Seznamte se s Joem Strummerem“ měla premiéru na Edinburském festivalu v zimě 2006 a od té doby se uskutečnila řada repríz. Hlavním tématem hry není přímo Joe Strummer, ale dva lidé, kteří sdílejí vášeň pro Strummerovu hudbu.
„Joe Strummer: The Future Is Unwritten“ je dokumentární film, režírovaný Julienem Templem o Strummerovi, který měl premiéru 20. ledna 2007 na filmovém festivalu Sundance. V souvislosti se Strummerovým odkazem, firma Fender sestrojila kytaru „Joe Strummer Tribute Telecaster“, která je charakteristická kombinací typických prvků Strummerových kytar, hlavně úpravy „road worn“, jeho Telecasteru z roku 1966, kterou používal až do své smrti. Prvních 1500 kopií této kytary bylo prodáváno se speciální „sadou pro úpravy“ podle designu Sheparda Faireyho, která obsahovala šablony a nálepky používané Joem na jeho kytarách. Strummerův vliv byl dále zmíněn v písni „Constructive Summer“ kapely Hold Steady. Píseň se objevila na jejich albu z roku 2008 Stay Positive. V textu písně jsou slova „Připijme na Svatého Joea Strummera. Myslím, že on mohl být naším jediným opravdovým učitelem“. V roce 2009 byla v italském městečku Tonara na Sardinii pojmenována po Joeu Strummerovi jedna z ulic.
Dále je památce Joea Strummera věnováno každoročně několik hudebních festivalů. K těmto „Strummervile“, a také „Strummercamp“, na kterém vystupují umělci a kapely, jako např. The Alarm, The Damned, T.V. Smith z The Adverts, Sham 69, Dreadzone, The Beat, Hugh Cornwell z The Stranglers a kapela Goldblade, která zde vystupuje téměř každý rok a mezi jejíž členy patří spisovatel John Robb. Všechny tyto kapely byly významně ovlivněny hudbou The Clash a Joea Strummera.
V roce 2009 bylo po Strummerovi pojmenováno jedno z hlavních pódií na českém festivalu Mighty Sounds.